# Museo de Colo-Colo
El Museo de Colo-Colo fue inaugurado en junio de 2009, y se encuentra en el sector «Océano» del Estadio Monumental. Cuenta con una superficie de 250 m² y con una capacidad para 50 personas y en él se encuentran los trofeos de los campeonatos nacionales conseguidos por el club, la réplica de la Copa Libertadores de América conseguida en la 1991, las camisetas usadas por el club, una maqueta del estadio, así como también, una mención especial para los campeonatos conseguidos de forma invicta en 1937 y 1941, el Colo-Colo '73, el tricampeonato entre 1989 y 1991, y el tetracampeonato conseguido entre el Torneo de Apertura 2006 y el Torneo de Clausura 2007.y las camisetas de los ídolos albos.